# 田口涼
田口 涼（たぐち りょう、1989年2月18日 - ）は、日本の俳優。京都府舞鶴市出身。早稲田大学人間科学部出身。スワロウ所属。

## 略歴・人物
高校生の頃に『THE 有頂天ホテル』を見て役者を志す。
2012年『Dandy cute Dandy』で舞台デビュー。
2019年より、自主企画イベントを開始。「田口涼のなんばりんぐイベント」として定着。レギュラーメンバーのことを”たぐイベメンバー”と称する。またYouTubeにて「田口涼のなんばりんぐチャンネル」、DMM オンラインサロンにて「田口涼のなんばりんぐ公式オンラインサロン（仮）」を開設。
エーライツへの所属ののち、フリーランスの期間を経て2022年6月からスワロウに所属している。
趣味はゲーム、映画鑑賞、漫画。特技は人狼ゲーム。好きな俳優は堺雅人。

## 出演

### 舞台
2012年
- Dandy cute Dandy （再演）（2月） - アンサンブル出演
- PRISM （初演）（5月） - アンサンブル兵士 役
- 恋文ガール！（10月 - 11月） - チーム「恋」佐藤シンジ 役
- 御門訴事件（6月3日） - 国五郎 役
- チューボー（9月） - チーム・B

2013年
- 夜明けの前が一番暗いの?（4月） - エンテロ（B） 役
- スティール・スティール （再演）（6月） - 銀（A） 役
- 鉄火のいろは -幕末火消四十八景-（8月 - 9月） - 鉄次 役
- WORLD （初演）（12月） - アスカ 役

2014年
- OASIS （4月 - 5月）
- 人狼 ザ・ライブプレイングシアター#13:VILLAGE VII 夏草がそよぐ村（7月 - 8月） - 見習い キャメロン 役
- 人狼TLPTX新撰組〜壬生村の狼 至誠の巻〜（9月） - 隊士 役
- RomeO and JulieT ロミオとジュリエット（10月） - ジュリエット 役
- 人狼 ザ・ライブプレイングシアター #16:VILLAGE IX 雪の花咲ける村（12月） - 見習い キャメロン 役

2015年
- PRISM （再演）（2月） - 遮那（シャナ） 役
- 人狼 ザ・ライブプレイングシアター#18:MISSION II The Buggy Job（2月 - 3月） - 武器屋 キャメロン 役
- 人狼 ザ・ライブプレイングシアター#19:VILLAGE X春雷の響く村（4月） - 見習い キャメロン 役
- バンク・バン・レッスン（6月 - 7月） - B組・C組・F組：ジュン 役
- WORLD （再演）（7月 - 8月） - アスカ 役
- The Twelfth Night 十二夜（10月） - ヴァイオラ（G） / ヴァレンタイン（Y） 役
- Birth（12月）

2016年
- 役者、坂本龍馬。（1月）
- プライム輪舞曲 〜素数と宝剣（）と金庫の謎〜（2月）
- 龍よ、狼と踊れ Dragon,Dance with Wolves（3月） - 葛木伊織 役
- saigoノbansan（3月） - 神野心平 役
- クジラの子らは砂上に歌う（4月） - ニビ 役
- A Midsummer Night’s Dream 夏の夜の夢 （再演）（6月） - 夜チーム・夏夜チーム：ライサンダー 役
- 女王の戦略（6月） - 早川雅人 役
- MOON&DAY〜うちのタマ知りませんか?〜（9月）
- Macbeth SC マクベス シリアス（10月） - マルカム 役
- 〇〇学園!vol.2（11月） - MC
- 初等教育ロイヤル（11月）

2017年
- 龍よ、狼と踊れ〜 Dragon,Dance with Wolves〜（3月）
- じゃじゃ馬ならし（11月） - ホーテンショー 役
- 甲鉄城のカバネリ（1月） - 巣刈 役
- プリンス・オブ・ストライド THE LIVE STAGE エピソード2（4月 - 5月） - 戸丸寛助 役
- good and evil（6月） - 要 役
- B-PROJECT on STAGE OVER the WAVE!（7月 - 8月） - 増長和南 役

2018年
- クジラの子らは砂上に歌う （再演）（1月 - 2月） - ニビ 役
- B-PROJECT on STAGE OVER the WAVE! REMiX（2月 - 3月） - 増長和南 役
- 草莽の死士（3月 - 4月） 
- アリスの愛はどこにある（4月）
- プリンス・オブ・ストライド THE LIVE STAGE エピソード5（5月 - 6月） - 戸丸寛助 役
- MANKAI STAGE『A3!』～SPRING & SUMMER 2018～（6月 - 7月/ 10月 - 11月） - 松川伊助 役
- 炎の蜃気楼昭和編 散華行ブルース（8月） - 佐久間盛政 役
- HAMLET SC（9月 - 10月） - ハムレット（S）/フォーティンブラス（C） 役

2019年
- MANKAI STAGE『A3!』 - 松川伊助 役
  - AUTUMN & WINTER 2019（1月 - 3月）
  - SPRING 2019（4月 - 6月）
  - Film collection 2019 in KOBE（7月26日）

- 魍魎の匣（6月 - 7月） - 雨宮典匡 役
- 四十七大戦 開戦！鳥取編（10月 - 11月）  - スタベちゃん役 
- 極上文学 桜の森の満開の下（12月） - ツミ夜姫 役

2020年
- MANKAI STAGE『A3!』 - 松川伊助 役
  - AUTUMN 2020（1月 - 3月）
  - WINTER 2020.08（8月16日 - 22日）
  - Four Seasons LIVE 2020（9月17日 - 20日）

- Gem Fragments（12月） - パシアンス 役

2021年
- 星紡ギの夜（4月） - 「銀河鉄道の夜」カンパネルラ 役
- MANKAI STAGE『A3!』 - 松川伊助 役
  - WINTER 2021（5月20日 - 6月13日）
  - Troupe LIVE SPRING 2021（8月18日 - 22日）
  - Troupe LIVE SUMMER 2021（10月26日 - 31日）

2022年
- 機動戦士ガンダム00 -破壊による覚醒-Re:（in）novation（2月） - リジェネ・レジェッタ 役
- MANKAI STAGE『A3!』 - 松川伊助 役
  - ACT2! 〜SPRING 2022〜（4月22日 - 5月30日）
  - ACT2! 〜SUMMER 2022〜（7月16日 - 8月21日）
  - ACT2! 〜AUTUMN 2022〜（11月4日 - 12月5日）

2023年
- MANKAI STAGE『A3!』 - 松川伊助 役
  - ACT2! 〜WINTER 2023〜（1月21日 - 2月26日）
  - ACT2! 〜SPRING 2023〜（5月13日 - 6月11日）
  - ACT2! 〜SUMMER 2023〜（8月12日 - 9月18日）
  - ACT2! 〜AUTUMN 2023〜（11月 - 12月）

2024年
- OTHELLO SC（1月） - イアーゴー 役（S）
- 桃源暗鬼（2月 - 3月） - 花魁坂京夜（） 役
- MANKAI STAGE『A3!』〜Four Seasons LIVE 2024〜（10月 - 11月） - 松川伊助 役
- MACBETH SC（9月 - 10月）
- 7SEEDS〜春の章〜（12月） - 新巻鷹弘 役

2025年
- 桃源暗鬼 -練馬編-（1月） - 花魁坂京夜 役
- MANKAI STAGE『A3!』ACT3!  2025（3月 - 5月） - 松川伊助 役
- 死神遣いの事件帖 終（8月 - 9月）
- ヴェニスの商人 CS（11月〈予定〉） - アントーニオ 役

### イベント
- 「田口涼のなんばりんぐイベント」各回
- プリンス・オブ・ストライド THE LIVE STAGE FAN MEETING 2017 -MEMORY OF SUMMER-（2017年9月30日）[72]
- STAGE FES 2019-2020（2019年12月31日）[73]
- MANKAI STAGE『A3!』Bloom Fan Meeting 2025（9月27日 - 30日、品川プリンスホテル ステラボール） - MC[74]

### 配信番組
- 田口涼と前川優希のニコ生 たまニコ！（2020年 - 、ニコニコチャンネル）[75]
- あつまれっ!炎のモルックリーグ!（2021年9月1日、U-NEXT）全2回[76]

### 舞台演出等
- 氷のほむら（2014年6月） - アシスタントプロデューサー
- BLAZBLUE 〜CONTINUUM SHIFT〜（2014年3月） - 演出助手

### その他
- 古着ショップ「コンコルド」 - モデル[77]

## 書籍

### 写真集
- Column＆Photo Album START（2021年1月）[78]